# Юрий Щерк
Юрий Борисов Щерк е български дипломат, заместник министър на външните работи на Репубика България от 12 май 2017 г. до 21 юни 2019 г.

## Биография
Завършва международно право в Московския държавен институт по международни отношения през 1989 г. Бил е специализант по програмата за дипломатическо обучение в Станфордския университет, Калифорния, САЩ; има D.E.A. (степен за следдипломно обучение, diplôme d'études approfondies) по политически науки, профил „Европейска интеграция“ в Института за политически науки в Университета „Робер Шуман“, Страсбург, Франция.
Работи в българската дипломатическа служба повече от 25 г. Заема следните длъжности в Министерството на външните работи: референт, началник на Отдел „Международно публично право“, директор на Дирекция „НАТО“ и генерален директор по политическите въпроси и въпросите на сигурността.
На задгранична дипломатическа работа е бил постоянен представител в Съвета на Европа, Страсбург, а от 31 януари 2011 г. до януари 2013 г. е посланик в Израел.
В специално изявление баронеса Катрин Аштън – върховната представителка на ЕС по външната политика, обявява на 17 май 2012 г. назначението на посланик Юрий Щерк за ръководител на делегацията на ЕС в Узбекистан. „Той е вторият български дипломат, избран да ръководи делегация на ЕС след Филип Димитров, ръководител на мисията на ЕС в Грузия“, отбелязва Николай Младенов, министър на външните работи.
След приключването на мисията му в Узбекистан Ю. Щерк е директор на дирекция „ООН и сътрудничество за развитие“ в Министерството на външните работи. На 12 май 2017 г. със заповед на министър-председателя Бойко Борисов е назначен за заместник министър на външните работи.
На 5 април 2019 г. с указ на Президента на Р България Юрий Щерк е назначен за извънреден и пълномощен посланик в Кралство Мароко.
На 25 ноември 2020 г. е освободен от длъжността извънреден и пълномощен посланик в Мароко и назначен за постоянен представител на Република България към Службата на ООН и други международни организации в Женева със седалище в Женева, Конфедерация Швейцария.
На 8 февруари 2021 г. посланик Юрий Щерк е избран с едногодишен мандат за заместник-председател на Съвета на ООН по правата на човека.
Щерк е женен, с дете.